# 非常姊妹大作戰 (電視劇)
《非常姊妹大作戰》（英語：Bad Sisters）是一部愛爾蘭黑色幽默驚悚電視劇集，由莎朗·霍根和戴夫·芬克爾與布雷特·貝爾開發。本劇基於馬林－莎拉·戈津（Malin-Sarah Gozin）開創的弗拉芒语劇集《Clan》改編而成，並將地點設定於都柏林，而拍攝地點在愛爾蘭。前兩集於2022年8月19日首播。

## 演員與角色

### 主要角色
- 莎朗·霍根（英语：Sharon Horgan） 飾演 伊娃·加維（Eva Garvey）
- 安妮－瑪麗·達芙（英语：Anne-Marie Duff） 飾演 葛蕾絲·威廉斯（Grace Williams）
- 伊娃·柏西斯托（英语：Eva Birthistle） 飾演 娥蘇拉·弗林（Ursula Flynn）
- 莎拉·格林（英语：Sarah Greene (actress)） 飾演 比比·加維（Bibi Garvey）
- 伊芙·休森 飾演 貝卡·加維（Becka Garvey）
- 布萊恩·格里森（英语：Brian Gleeson (actor)） 飾演 湯瑪斯·克拉芬（Thomas Claffin）
- 達里爾·麥考馬克（英语：Daryl McCormack） 飾演 馬修·克拉芬（Matthew Claffin）
- 阿薩德·布阿布（英语：Assaad Bouab） 飾演 加布裡埃爾（Gabriel）
- 克萊斯·邦 飾演 約翰·保羅·威廉斯（John Paul Williams）

### 常設角色
- 亞斯敏·阿克拉姆（英语：Yasmine Akram） 飾演 諾拉·加維（Nora Garvey）
- 彼得·庫南（英语：Peter Coonan） 飾演 本（Ben）
- 勞埃德·哈欽森（Lloyd Hutchinson） 飾演 杰拉德·費舍爾（Gerald Fisher）
- 肖娜·克斯萊克（英语：Seána Kerslake） 飾演 特蕾莎·克拉芬（Theresa Claffin）
- 尼娜·諾倫（Nina Norén） 飾演 明娜·威廉斯（Minna Williams）
- 瓊喬·奧尼爾（英语：Jonjo O'Neill (actor)） 飾演 多納爾·弗林（Donal Flynn）
- 賽斯·奎因（Saise Quinn） 飾演 布萊尼·威廉斯（Blánaid Williams）
- 邁克爾·斯邁利（英语：Michael Smiley） 飾演 羅傑·馬爾登（Roger Muldoon）
- 巴里·沃德（英语：Barry Ward (actor)） 飾演 弗格爾·洛夫圖斯（Fergal Loftus）

## 集數
| 集數 | 標題                      | 導演                | Teleplay by                         | 上線日期       |
| ---- | ------------------------- | ------------------- | ----------------------------------- | -------------- |
| 1    | 壞蛋 The Prick            | 達布拉·沃爾什       | 莎朗·霍根、戴夫·芬克爾與布雷特·貝爾 | 2022年8月19日  |
| 2    | 引爆 Explode a Man        | 達布拉·沃爾什       | 戴夫·芬克爾與布雷特·貝爾            | 2022年8月19日  |
| 3    | 肝臟日 Chopped Liver      | 達布拉·沃爾什       | 莎朗·霍根                           | 2022年8月26日  |
| 4    | 貝卡寶貝 Baby Becka       | 約瑟芬·博內布施     | 凱倫·科根（Karen Cogan）                       | 2022年9月2日   |
| 5    | 以眼還眼 Eye for an Eye   | 約瑟芬·博內布施     | 艾爾布·科根（Ailbhe Keogan）                     | 2022年9月9日   |
| 6    | 引起注意 Splash           | 祖瑟芬·博內布施     | 丹尼爾·卡倫（Daniel Cullen）                     | 2022年9月16日  |
| 7    | 安息 Rest in Peace        | 麗貝卡·蓋特沃德（Rebecca Gatward） | 佩里·巴爾薩扎（Perrie Balthazar）                   | 2022年9月23日  |
| 8    | 冰冷的真相 The Cold Truth | 麗貝卡·蓋特沃德     | 保羅·霍華德（Paul Howard）                     | 2022年9月30日  |
| 9    | 反常 Going Rogue          | 麗貝卡·蓋特沃德     | 莎朗·霍根、艾爾布·科根              | 2022年10月7日  |
| 10   | 拯救葛蕾絲 Saving Grace   | 麗貝卡·蓋特沃德     | 莎朗·霍根                           | 2022年10月14日 |

## 製作

### 開發
2021年9月，Apple TV+正式宣布莎朗·霍根將共同撰寫、執行製作並出演由她的製作公司Merman開發的《翡翠》（Emerald）（劇集最初名稱）。劇集的靈感來源，《Clan》的創作者馬林－莎拉·戈津（Malin-Sarah Gozin）與Caviar Films的伯特·哈默林克（Bert Hamelinck）和邁克爾·薩戈爾（Michael Sagol）一起加入擔任執行製作。劇集的其他執行製作還有為Merman製作的費·多恩（Faye Dorn）和克萊利亞·芒特福德（Clelia Mountford），以及戴夫·芬克爾與布雷特·貝爾。本劇由霍根開創作為她與Apple TV+交易的一部分。

### 選角
根據早期報導，最初相信演員陣容包括阿薩德·布阿布、伊芙·休森和布蘭頓·葛利森。後來在2022年3月確認演員陣容，安妮－瑪麗·達芙、伊娃·柏西斯托和莎拉·格林，而休森將與霍根夥伴出演。克萊斯·邦、布萊恩·格里森、達里爾·麥考馬克、布阿布和賽斯·奎因（Saise Quinn）隨後加入完整演員陣容。

### 拍攝
主要拍攝於2021年進行。據報導，演員和工作人員於8月在都柏林及其周邊地區的沙灣、四十英尺、霍斯和馬拉海德等地拍攝。他們也會在贝尔法斯特拍攝。

## 迴響
《非常姊妹大作戰》收到多數影評人的好評。根据評論匯總网站爛番茄汇总的49篇评论文章，100%的评论家给予该作正面评价，使之獲得「認證新鮮」標識，平均打分为8.20分（满分10分）。该网站总结的评论家共识是“y”」《非常姊妹大作戰》在Metacritic網站上得到「正面評論為主」，獲得了79/100分（22位影評人）。
《IndieWire》給該劇評分為“B+”並說：“除了一些轉移注意力的內容，《非常姊妹大作戰》設定了一個軌跡並能在大部分時間裡遵循。作為充滿出錯的戲劇，《非常姊妹大作戰》並不總是讓人覺得是最新鮮或最優雅的實行方式。但作為家庭展示劇，該劇的確能提供動力。”《荷里活報道》稱該劇“有趣但空洞”並說：“……這有點奇怪——有點過於刻薄而不真誠，有點太沉重而不搞笑，有點太悲酸而不純粹有趣。”
《大西洋》稱該劇為“一場半喜劇的謀殺案”並說：“《非常姊妹大作戰》的設定是故意荒謬的，倒退到《绝望的主妇》和《致命女人》等愚蠢的節目。加維姐妹決定殺死約翰保羅的輕鬆程度，以及當她們不斷嘗試和災難性失敗時的決心純粹是幻想。”《綜藝》說：“《非常姊妹大作戰》與其說是神秘，不如說是刻薄的關係才在一路上糾纏成這樣一個壓倒性的困難。”

## 外部連結
- 互联网电影数据库（IMDb）上《非常姊妹大作戰》的资料（英文）
- 爛番茄上《非常姊妹大作戰》的資料（英文）
- Metacritic上《《非常姊妹大作戰》》的資料